# Sent Daunís de Catús
Sent Daunís de Catús (en francès Saint-Denis-Catus) és un municipi francès situat al departament de l'Òlt i a la regió d'Occitània.
El municipi té Sent Daunís de Catús com a capital administrativa, i també compta amb els agregats de lo Bòsc Negre i Escalièr.

## Demografia
| 1962                                       | 1968 | 1975 | 1982 | 1990 | 1999 | 2006 |
| ------------------------------------------ | ---- | ---- | ---- | ---- | ---- | ---- |
| 189                                        | 201  | 179  | 187  | 171  | 193  | 202  |
| Des de 1962: població sense dobles comptes |      |      |      |      |      |      |

## Administració
| Període | Identitat     | Partit |
| ------- | ------------- | ------ |
| 2001-   | Claude Calmon |        |